# Stonehouse (Gloucestershire)
Stonehouse è una cittadina del Gloucestershire, in Inghilterra.